# Jamie Reid
Jamie Reid (Croydon (Londen), 16 januari 1947 – Liverpool, 8 augustus 2023) was een Engels grafisch ontwerper.

## Leven en werk
Reid studeerde op zijn zestiende aan Wimbledon Art School en later aan Croydon Art School. Geïnspireerd door de Parijse studentenrevolte van mei 1968 ontpopt Reid zich samen met Malcolm McLaren als politiek activist. De twee kennen elkaar van de kunstacademie in Croydon. Ze doen enkele vruchteloze pogingen om het Parijse voorbeeld in Londen na te volgen. 
In 1970 is Reid medeoprichter van de 'Suburban Press': een politiek geëngageerd collectief dat zich bezighoudt met het uitbrengen van provocerende posters en tijdschriften. Het materiaal wordt vervaardigd met een techniek die aan het situationisme is ontleend en grofweg neerkomt op: kapotmaken en weer in elkaar zetten. Foto's worden uit tijdschriften gescheurd en de belettering bestaat uit verknipte krantenkoppen. Het geheel wordt als collage bijeengevoegd en eventueel van viltstiftkrabbels voorzien.

Sex Pistols logo ontworpen door Jamie Reid in 1977

Wanneer Malcolm McLaren in 1976 de Sex Pistols lanceert, vraagt hij Reid om het promotiemateriaal te ontwerpen. Vanaf dat moment raakt Reids knip-en-plakstijl onlosmakelijk verbonden met het punk-imago. Zijn kleurrijke ontwerp van de platenhoes van Never mind the Bollocks, here’s the Sex Pistols met de roze/gele tekst is een bekend ontwerp. Hij is  ook dagenlang in de weer om het staatsieportret van koningin Elizabeth II op alle mogelijke manieren tot punkicoon om te vormen. De versie waarin de ogen van de majesteit door swastikas worden bedekt, wordt door de platenmaatschappij niet geschikt bevonden om als hoes voor de single 'God Save The Queen' te dienen. In plaats daarvan wordt een versie met een veiligheidsspeld door de mond gebruikt.
Anders dan McLaren beschouwt Reid zichzelf in de eerste plaats als politiek geëngageerd kunstenaar. Wanneer de punkrage voorbij is blijft hij zich inzetten voor wat hij noemt 'de boodschap waarvoor mensen al 2000 jaar strijden'. Zijn ontwerpen zijn in de jaren tachtig een vast onderdeel van protestacties tegen de regering van Margaret Thatcher.
Daarnaast schildert hij en ontwerpt hij het beeldmateriaal voor diverse popartiesten.

Vanaf 1989 houdt hij zich eveneens bezig met het vervaardigen van wandschilderingen voor de Strongroom geluidsstudio's in Londen. Het project neemt meer dan tien jaar in beslag.
In 2003 neemt hij met het danceduo Shut Up & Dance het nummer Eleven September op als protest tegen de Irakoorlog.
In augustus 2023 is Reid overleden.